# شرح حسن (طور الباحة)

تعديل مصدري - تعديل

شرح حسن هي إحدى قرى عزلة طور الباحة بمديرية طور الباحة التابعة لمحافظة لحج، بلغ تعداد سكانها 22 نسمة حسب تعداد اليمن لعام 2004.